# サンチョ・ガルセス・デ・ナバラ

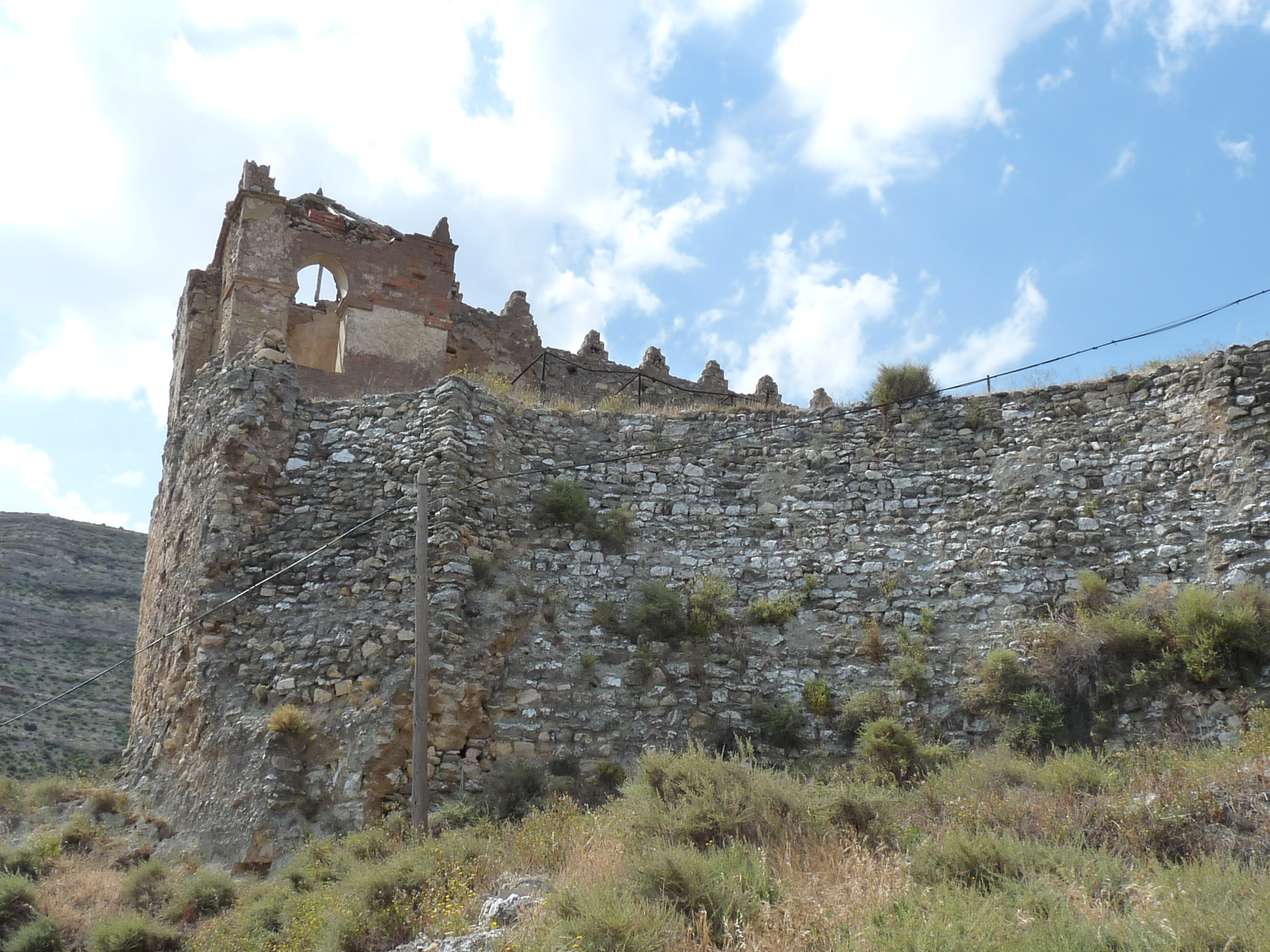
サンチョ・ガルセスと多くの貴族が命を落としたルエダ・デ・ハロンの城壁と城

サンチョ・ガルセス（スペイン語：Sancho Garcés, 1038年ごろ - 1083年1月6日）は、ナバラ王ガルシア・サンチェス3世の庶子で、カスティーリャ王アルフォンソ6世の従兄弟にあたる。ウンカスティージョおよびサングエサの領主。息子ラミロ・サンチェスは、後にナバラ王となるガルシア6世の父である。

## 生涯
サンチョ・ガルセスはナバラ王ガルシア・サンチェス3世と愛妾との間に生まれた庶子である。父がエステファニアと結婚する前、1038年ごろに生まれた。サンチョ・ガルセスはウンカスティージョおよびサングエサの領主とされ、ルエスタ（1058年）、スルタ（1065年）、アウトル（1071年）、そして1073年にアンギアノとトビアを統治していたサンチョ・ガルセスと同一人物であると考えられる。サンチョ・ガルセスの誕生後、父とエステファニアとの結婚により、ナバラ王サンチョ・ガルセス4世、ラミロ・ガルセス、ガルシア・オルドーニェスの妻ウラカなど、数人の弟妹が生まれた。また、同じく庶子でカメロス領主フォルトゥン・オチョアと結婚したメンシア・ガルセスという姉妹もいた。ただし、サンチョ・ガルセスとメンシアが同母かどうかは不明である。
1083年、彼は異母弟ラミロとララ領主ゴンサロ・サルバドレスの指揮下の軍に加わったが、この軍はアルフォンソ6世からルエダの城においてイスラム教徒の反乱軍の降伏を受け入れる任務を課せられていた。カスティーリャ軍は1083年1月6日に降伏した要塞に入ったが、そこで守備隊に攻撃された。守備隊はカスティーリャ軍に石を投げつけ、サンチョ・ガルセス、ラミロ、ゴンサロ・サルバドレス、その他多くの貴族を殺害した。この事件は後に「ルエダの裏切り（Traición de Rueda）」として知られるようになった。

## 結婚と子孫、伝説
サン・プルデンシオ・デ・モンテ・ラトゥルセ修道院で発行された文書によると、サンチョ・ガルセスは1057年11月25日以前にコンスタンサと結婚した。夫妻はその2週間後の12月7日、アルベルダ修道院の記録においてdomno Santio testis et uxor eius domna Constanza（証人のサンチョ卿と妻のコンスタンサ）として確認される。かつて、コンスタンサはゴンサロ・マラニョンの娘であると考えられていた。しかし、中世学者のハイメ・デ・サラザール・イ・アチャは『Chronica Naierensis』に基づき、コンスタンサはサンチョ・ガルセスの父ガルシア・サンチェス3世の王妃エステファニアの初婚で生まれた娘の可能性があるとしている。
カスティーリャ王サンチョ2世は『Chronica』には名が記されていない王妃エステファニアの娘と結婚の約束をしていた。しかしエステファニアの夫ナバラ王ガルシア・サンチェス3世と愛妾の間に生まれた庶子サンチョは、この娘が護衛されて婚約者のもとに向かっていた時に激しい愛情ゆえにこの花嫁を拉致し、サラゴサ王の宮廷に連れていき、後にサンチョを自分の子のようにかわいがっていたアラゴン王ラミロ1世の宮廷に連れていった。これによりカスティーリャ王とアラゴン王の間で争いが勃発し、1063年のグラウスの戦いでアラゴン王が戦死した。
このエピソードは根拠のない伝説と見なされてきたが、すべての登場人物が資料で確認できることから、実際に起きた出来事がもとになっている可能性もある。サンタ・マリア・デ・オテロ・デ・ラス・ドゥエニャス修道院の特許状台帳に見られる1074年11月29日付の勅許状において、サンチョ・ガルセス4世は弟サンチョにカラオラの家と領地を与え、次のように布告している：「vobis germano meo domno Sancio et uxori vestra vel germana mea domna Constancia（私の兄弟サンチョへ、そしてあなたの妻で私の姉妹であるドーニャ・コンスタンサへ）」。
サンチョとコンスタンサの間には2子が生まれた。
- ラミロ・サンチェス（1070年 - 1129/30年） - モンソン領主、エル・シッドの娘クリスティーナ・ロドリゲスと結婚[12][13]。
- エステファニア・サンチェス - レオン貴族フルエラ・ディアス（en）と結婚[14][13]

一部の歴史家は、サンチョ・ガルセスをオカ領主サンチョ・マセラティスと同一人物としている。サンチョ・マセラティスは、ナバラ王妃アンドレゴト・ガリンデスの実家の子孫であるアンドレゴトと結婚し、1075年にサン・ミジャン・デ・ラ・コゴージャにおいてサンチョ・マセラティスの未亡人として自身の子であるサンチョ・サンチェス・デ・エロ、アンドレゴト、サンチャ、ヒメナ、ベレスキタと共に訪れている。しかし、サンチョ・ガルセスは1074年に妻のコンスタンサと共に確認されているため、仮に同一人物とするとアンドレゴトとの再婚と5人の子供の誕生はわずか1年の出来事ということになり、このため2人のサンチョは別人であるとみられる。また、サンチョ・ガルセスは同じ名前の異母弟サンチョ・ガルセス4世と混同されることもある。